# Barcelonne
Il ne faut pas confondre Barcelonne avec Barcelone, ville d'Espagne ou avec Barcelonne-du-Gers, ville de France.
Barcelonne est une commune française située dans le département de la Drôme, en région Auvergne-Rhône-Alpes. Elle est située non loin de Valence, la préfecture de la Drôme.
Ses habitants sont dénommés les Barcelonnais.

## Géographie

### Localisation
Barcelonne est à 14 km de Valence. Bien que la commune présente un aspect essentiellement rural et qu'elle se situe au pied des premiers contreforts du massif du Vercors, elle est rattachée à la communauté d'agglomération Valence Romans Agglo qui compte plus de 200 000 habitants.

### Communes limitrophes
|            | Chabeuil   | Châteaudouble |
| Montvendre | Barcelonne | Combovin      |
| Montvendre | Montvendre |               |

### Géologie et relief
Dans le ravin situé au nord de la tour en ruines de Barcelonne, il existe une succession de deux types de calcaires.
1. Calcaires compacts composés de petits mollusques (rudistes) et qui renferme des bancs plus marneux remplis de Foraminifères de type orbitoline.
2. Calcaires plus blancs avec des lentilles de calcaires à débris parfois pulvérulents et des bancs de polypiers (corail).

### Climat
Pour des articles plus généraux, voir Climat d'Auvergne-Rhône-Alpes et Climat de la Drôme.
En 2010, le climat de la commune est de type climat méditerranéen altéré, selon une étude du CNRS s'appuyant sur une série de données couvrant la période 1971-2000. En 2020, Météo-France publie une typologie des climats de la France métropolitaine dans laquelle la commune est exposée à un climat de montagne ou de marges de montagne et est dans la région climatique  Moyenne vallée du Rhône, caractérisée par un bon ensoleillement en été (fraction d’insolation > 60 %), une forte amplitude thermique annuelle (4 à 20 °C), un air sec en toutes saisons, orageux en été, des vents forts (mistral), une pluviométrie élevée en automne (250 à 300 mm). 
Pour la période 1971-2000, la température annuelle moyenne est de 12,2 °C, avec une amplitude thermique annuelle de 17,5 °C. Le cumul annuel moyen de précipitations est de 1 049 mm, avec 8,1 jours de précipitations en janvier et 5,4 jours en juillet. Pour la période 1991-2020, la température moyenne annuelle observée sur la station météorologique de Météo-France la plus proche, « Valence-Chabeui »sur la commune de Chabeuil à 4 km à vol d'oiseau, est de 13,3 °C et le cumul annuel moyen de précipitations est de 873,9 mm,. Pour l'avenir, les paramètres climatiques de la commune estimés pour 2050 selon différents scénarios d'émission de gaz à effet de serre sont consultables sur un site dédié publié par Météo-France en novembre 2022.

### Voies de communication et transports
La route départementale 188 (RD188) traverse le territoire communal et relie le bourg à la commune voisine de Chabeuil.

## Urbanisme

### Typologie
Au 1er janvier 2024, Barcelonne est catégorisée commune rurale à habitat dispersé, selon la nouvelle grille communale de densité à 7 niveaux définie par l'Insee en 2022.
Elle est située hors unité urbaine. Par ailleurs la commune fait partie de l'aire d'attraction de Valence, dont elle est une commune de la couronne,. Cette aire, qui regroupe 71 communes, est catégorisée dans les aires de 200 000 à moins de 700 000 habitants,.

### Occupation des sols
L'occupation des sols de la commune, telle qu'elle ressort de la base de données européenne d’occupation biophysique des sols Corine Land Cover (CLC), est marquée par l'importance des territoires agricoles (51 % en 2018), une proportion identique à celle de 1990 (51 %). La répartition détaillée en 2018 est la suivante : 
forêts (43,1 %), zones agricoles hétérogènes (30,6 %), terres arables (18,3 %), espaces ouverts, sans ou avec peu de végétation (5,9 %), prairies (2,1 %). L'évolution de l’occupation des sols de la commune et de ses infrastructures peut être observée sur les différentes représentations cartographiques du territoire : la carte de Cassini (XVIIIe siècle), la carte d'état-major (1820-1866) et les cartes ou photos aériennes de l'IGN pour la période actuelle (1950 à aujourd'hui).

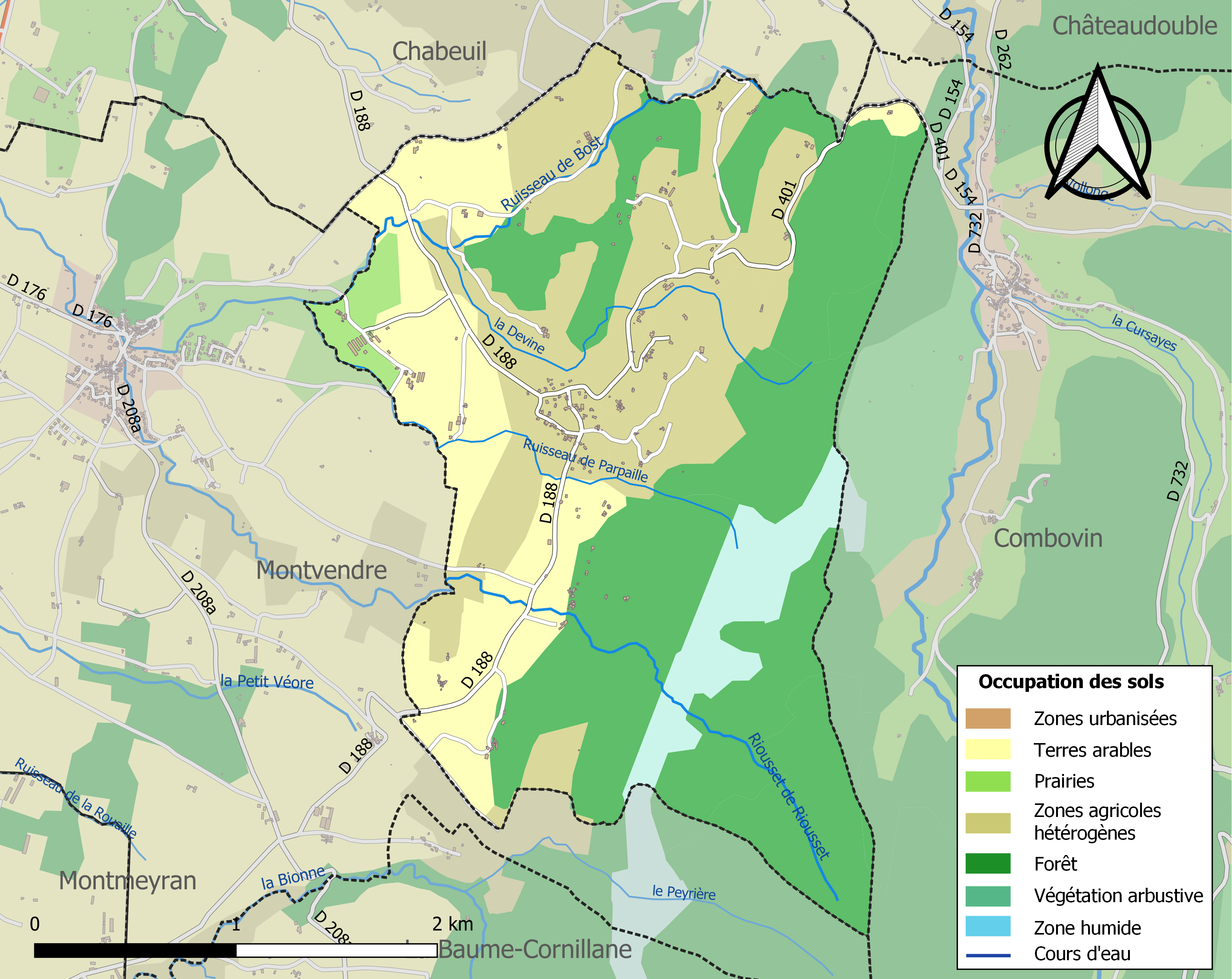
Carte des infrastructures et de l'occupation des sols de la commune en 2018 (CLC).

### Risques naturels et technologiques

#### Risques sismiques
Pour un article plus général, voir Risque sismique dans la Drôme.

## Toponymie

### Attestations
- 1159 : Barcelunna[13].
- 1171 : Barcinona (archives de la Drôme, fonds de Bonlieu)[14] / étudié par Ernest Nègre[13].
- 1328 : Barssiliona (choix de docum., 31)[14].
- 1332 : Barcilena (Gall. christ., XVI, 130)[14].
- XIVe siècle : mention de la paroisse : Capella Barcelhona (pouillé de Valence)[14].
- 1385 : Barcelunia (archives de la Drôme, E 461)[14].
- 1391 : Barsilonne (choix de docum., 213)[14].
- 1429 : Barcillona / Barsilhone (inventaire de Saint-Apollinaire [Valence], 293 et 1115)[14].
- 1442 : Castrum Barsilhone / Barsallona (inventaire de Saint-Apollinaire [Valence], 213)[14].
- 1645 : Barcillone (rôle de décimes)[14].
- 1650 : mention de l'église : Esglize paroisiale de Saint-Georges de Barcelone (inventaire de Saint-Apollinaire [Valence], 629)[14].
- 1788 : Barcelone (Alman. du Dauphiné)[14].
- 1790 : Barcelonne[réf. nécessaire].
- 1891 : Barcelonne, commune du canton de Chabeuil[14].

### Étymologie
Il y a plusieurs hypothèses : 
- La graphie Bar-sillona serait composé du radical celtique bar signifiant « sommet, cime », et du terme bas-latin Silo, Silonis signifiant « plat, écrasé ». Le sens général serait « plateau de la cime du mont » ou « cime écrasée, plate »[15].
- Barcinona (en 1171) pourrait avoir la même origine que l'ancien nom de Barcelone en Espagne, Barcino, dérivé du mot phénicien Barcè qui signifie la citadelle. Il en serait de même pour le nom de Barcelonnette dans les Basses-Alpes, de Barcillonnette dans les Hautes-Alpes[16]. Cela parait plausible. On pourrait considérer le château de Barcelonne comme une citadelle. Il est plus difficile d'expliquer une influence des Phéniciens dans la région de la Drôme, et il faut penser que ce nom a été donné pour la première fois à Barcelonne (Drôme) par quelqu'un qui connaissait Barcelone (Espagne) : faut-il voir là un souvenir du passage des Sarrasins dans la région de la Drôme ?[réf. à confirmer].

## Histoire
Pour un article plus général, voir Histoire de la Drôme.

### Du Moyen Âge à la Révolution
La seigneurie :
- Fief des comtes de Valentinois.
- Les Barcelonne.
- Fin XIIIe siècle : les terres sont partagées en deux :
- Une moitié reste aux Barcelonne.
  - 1427 : les Hautvillars.
  - 1480 : les Odoard.
  - 1583 : les Thomé.
  - 1584 : les Lacour.
  - 1590 : les Glane de Cugy.
- L'autre moitié passe aux Cornilhan.
  - 1530 : les Eurre (par alliance).
  - Après 1590 : Les Glane de Cugy (par héritage). Ils réunissent ainsi les deux parties.
- 1680 : les Gélas de Léberon (par achat), derniers seigneurs.

1689 (démographie) : 80 familles.
Avant 1790, Barcelonne était une communauté de l'élection et subdélégation de Valence et de la sénéchaussée de Crest, formant une paroisse du diocèse de Valence, dont l'église dépendait du prieur de Saillans, qui y prenait les dîmes.

### De la Révolution à nos jours
En 1790, la commune fait partie du canton de Chabeuil.
À la fin de la monarchie de Juillet, seuls les hommes qui paient plus de 200 F d’impôt (Suffrage censitaire) ont le droit de voter aux élections au-dessus des élections municipales (arrondissement, élections cantonales, élections nationales) soit moins de 1 % de la population départementale dans la Drôme. À Barcelonne, il n’y avait même aucun électeur en-dehors des élections municipales.

## Politique et administration

### Liste des maires
| Période                                  | Période                  | Identité            | Étiquette | Qualité     |
| ---------------------------------------- | ------------------------ | ------------------- | --------- | ----------- |
| Les données manquantes sont à compléter. |                          |                     |           |             |
| mars 1995                                | mars 2001                | Elie Besset         |           | Agriculteur |
| mars 2001                                | mars 2008                | Paul Vial           |           |             |
| mars 2008                                | mars 2014                | Elisabeth Vial      |           |             |
| mars 2014                                | mai 2020                 | Patrick Siegel      | SE        | Retraité    |
| mai 2020                                 | décembre 2022            | Patrick Brochier    |           | Démissionne |
| janvier 2023                             | En cours (au 7 mai 2023) | Johanna Payot-Rimet |           |             |

## Population et société

### Démographie
L'évolution du nombre d'habitants est connue à travers les recensements de la population effectués dans la commune depuis 1793. Pour les communes de moins de 10 000 habitants, une enquête de recensement portant sur toute la population est réalisée tous les cinq ans, les populations de référence des années intermédiaires étant quant à elles estimées par interpolation ou extrapolation. Pour la commune, le premier recensement exhaustif entrant dans le cadre du nouveau dispositif a été réalisé en 2007.

En 2022, la commune comptait 341 habitants, en évolution de −2,29 % par rapport à 2016 (Drôme : +2,64 %, France hors Mayotte : +2,11 %).
| 1793 | 1800 | 1806 | 1821 | 1831 | 1836 | 1841 | 1846 | 1851 |
| ---- | ---- | ---- | ---- | ---- | ---- | ---- | ---- | ---- |
| 308  | 244  | 329  | 374  | 337  | 308  | 305  | 337  | 329  |

| 1856 | 1861 | 1866 | 1872 | 1876 | 1881 | 1886 | 1891 | 1896 |
| ---- | ---- | ---- | ---- | ---- | ---- | ---- | ---- | ---- |
| 324  | 324  | 301  | 294  | 311  | 286  | 282  | 269  | 248  |

| 1901 | 1906 | 1911 | 1921 | 1926 | 1931 | 1936 | 1946 | 1954 |
| ---- | ---- | ---- | ---- | ---- | ---- | ---- | ---- | ---- |
| 262  | 252  | 251  | 216  | 238  | 226  | 206  | 192  | 177  |

| 1962 | 1968 | 1975 | 1982 | 1990 | 1999 | 2006 | 2007 | 2012 |
| ---- | ---- | ---- | ---- | ---- | ---- | ---- | ---- | ---- |
| 168  | 152  | 157  | 233  | 347  | 370  | 361  | 360  | 351  |

| 2017 | 2022 | - | - | - | - | - | - | - |
| ---- | ---- | - | - | - | - | - | - | - |
| 349  | 341  | - | - | - | - | - | - | - |

### Enseignement
La commune est rattachée à l'académie de Grenoble.

### Manifestations culturelles et festivités
- Fête : dernier dimanche de juillet[25].

#### Loisirs
- Randonnées pittoresques[25].

### Médias
Le territoire de la commune se situe dans l'aire de diffusion de plusieurs médias :

#### Presse écrite
- Le Dauphiné libéré, quotidien régional qui consacre, chaque jour, y compris le dimanche, dans son édition de « Romans et Drôme des collines » un ou plusieurs articles à l'actualité du canton et de la commune, ainsi que des informations sur les éventuelles manifestations locales, les travaux routiers, et autres événements divers à caractère local.
- L'Agriculture Drômoise, journal d'informations agricoles et rurales, couvre l'ensemble du département de la Drôme.
- Drôme Hebdo (ancien Peuple Libre), hebdomadaire chrétien d'informations.

#### Presse audio-visuelle
La commune est située sur l'aire de diffusion de Ici Drôme Ardèche, une radio publique également diffusée sur tout le territoire du département de la Drome et de l'Ardèche.

### Cultes
La communauté catholique et l'église de Barcelonne (propriété de la commune) sont rattachées à la paroisse Saint-Martin de la Plaine de Valence (communauté de La Traversée), elle-même rattachée au diocèse de Valence.

## Économie
En 1992 : céréales, ovins, caprins.

## Culture locale et patrimoine

### Lieux et monuments

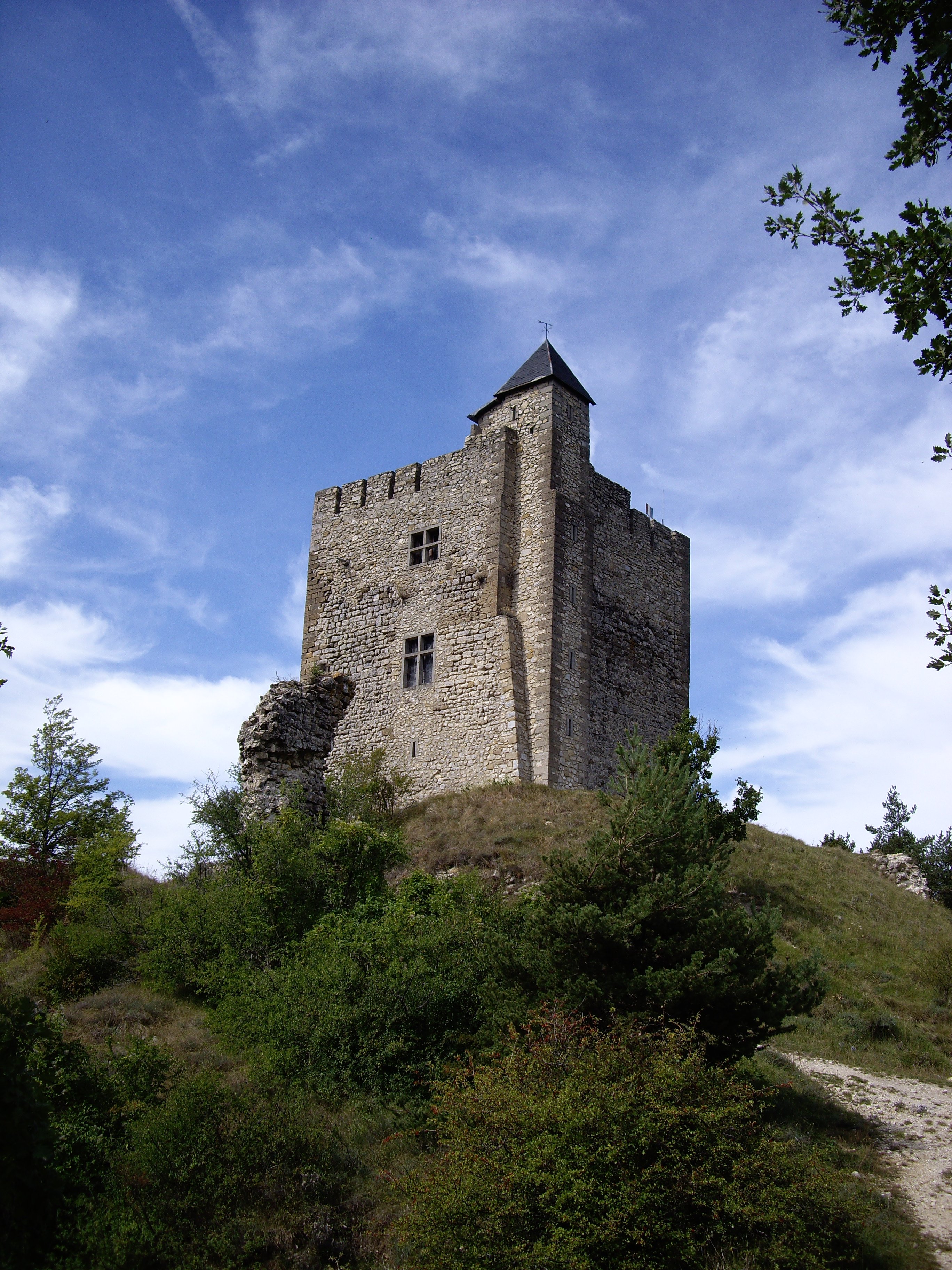
Tour restaurée (photo de 2011).

- Tour ruinée (ancien château)[25], restaurée après 1992.
- Petite chapelle votive Sainte-Marguerite (située au sommet du chemin de randonnée - Vues sur la plaine de Valence et sur les contreforts du Vercors / Pèlerinage le 3e dimanche de juillet)[réf. nécessaire].
- Petite église récente[25], du XXe siècle (Sainte-Anne).
- Temple protestant avec clocheton[25].

### Patrimoine naturel
- Contreforts du Vercors[25].
- Source minérale[25].

### Personnalités liées à la commune
- Cachou, actrice française qui a notamment tourné dans la série Classe mannequin (années 1990)[réf. nécessaire].

### Héraldique, logotype et devise
|  | Barcelonne possède des armoiries dont l'origine et le blasonnement exact ne sont pas disponibles. |